# Summer Nationals
Summer Nationals es el cuarto EP de la banda estadounidense de punk rock The Offspring, lanzado digitalmente en 2014 para coincidir con la gira Summer Nationals con Bad Religion, Pennywise, The Vandals, Stiff Little Fingers y Naked Raygun. El EP contiene versiones de canciones de Bad Religion y Pennywise, y fue lanzado en Time Bomb, lo que convierte a este The Offspring en la primera aventura fuera de Columbia Records desde Smash de 1994. También es el primer lanzamiento de Offspring en el que el baterista de sesión Josh Freese no toca desde Conspiracy of One en 2000.

## Lista de canciones
| N.º | Título             | Artista original | Duración |  |
| 1.  | «Do What You Want» | Bad Religion     | 1:09     |  |
| 2.  | «No Control»       | Bad Religion     | 1:47     |  |
| 3.  | «No Reason Why»    | Pennywise        | 2:43     |  |

## Créditos
- Dexter Holland – Voz, guitarra, piano
- Noodles – Voz, guitarra
- Greg K – Voz, bajo
- Pete Parada - Batería